# تاکئو میکی
تاکئو میکی (انگلیسی: Takeo Miki؛ زاده ۱۷ مارس ۱۹۰۷ – درگذشته ۴ نوامبر ۱۹۸۸) یک سیاست‌مدار اهل ژاپن بود.